# Tullio Pandolfini
Pour les articles homonymes, voir Pandolfini.
Tullio Pandolfini (né le 6 août 1914 à Florence et mort le 23 avril 1999 dans la même ville) est un nageur et joueur de water-polo italien. 

## Carrière
Avec l'équipe d'Italie de water-polo masculin, Tullio Pandolfini est sacré champion olympique aux Jeux d'été de 1948 à Londres. Il a aussi été champion d'Italie de natation. 

## Famille
Il est le frère du joueur de water-polo Gianfranco Pandolfini.